# 阿夫拉姆·伊安库乡
阿夫拉姆·伊安库乡（罗马尼亚语：Comuna Avram Iancu），是罗马尼亚阿尔巴县的一个乡，位于该县西北部。阿夫拉姆·伊安库乡总面积97.19平方公里，总人口1711人（2009年）。该乡包含33个村。
阿夫拉姆·伊安库乡原名上维德拉乡，1924年更为现名，得名于罗马尼亚民族英雄阿夫拉姆·伊安库，该地是他的出生地。